# Pontifícia Academia das Ciências Sociais

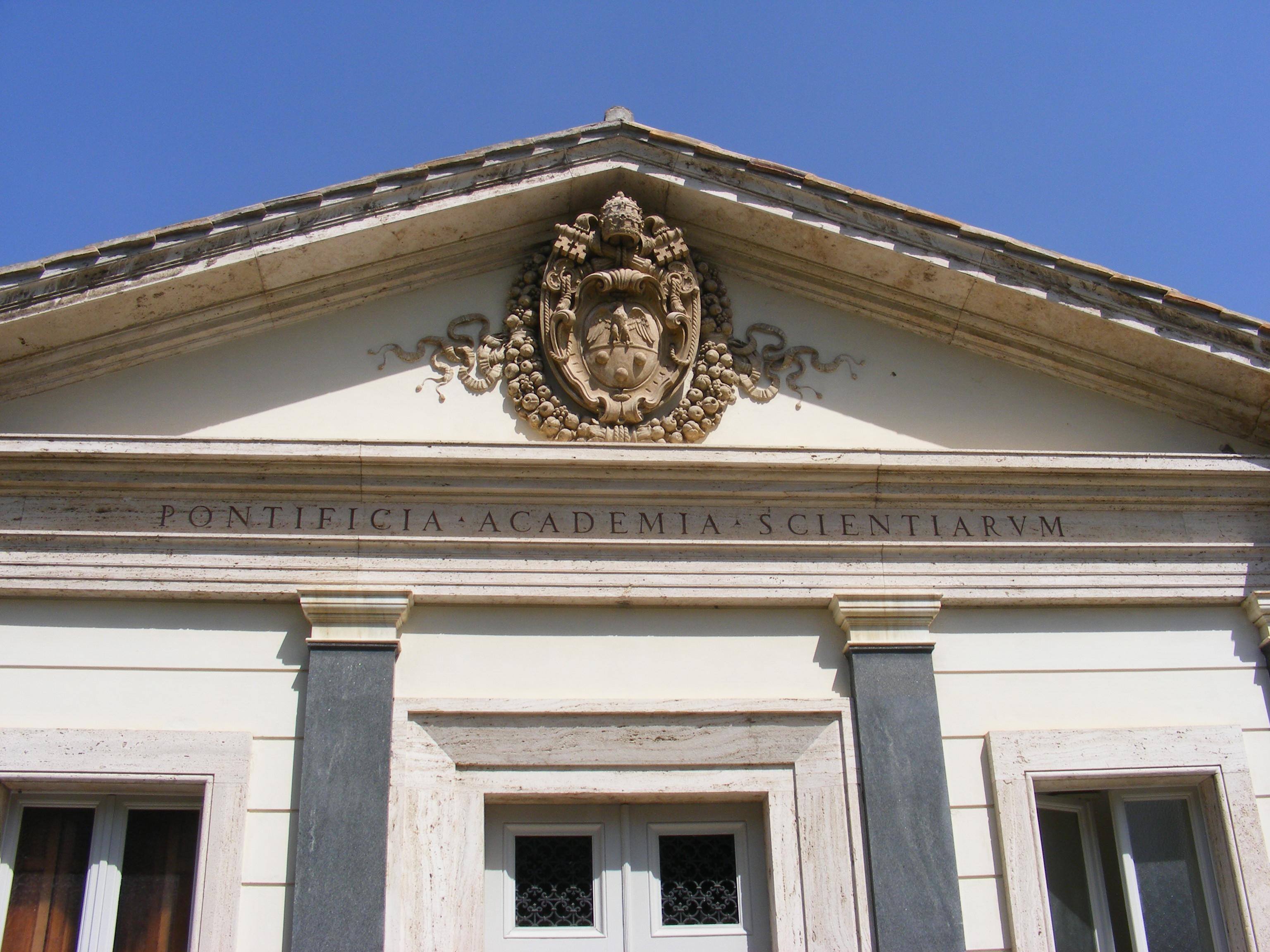
Entrada para a Academia

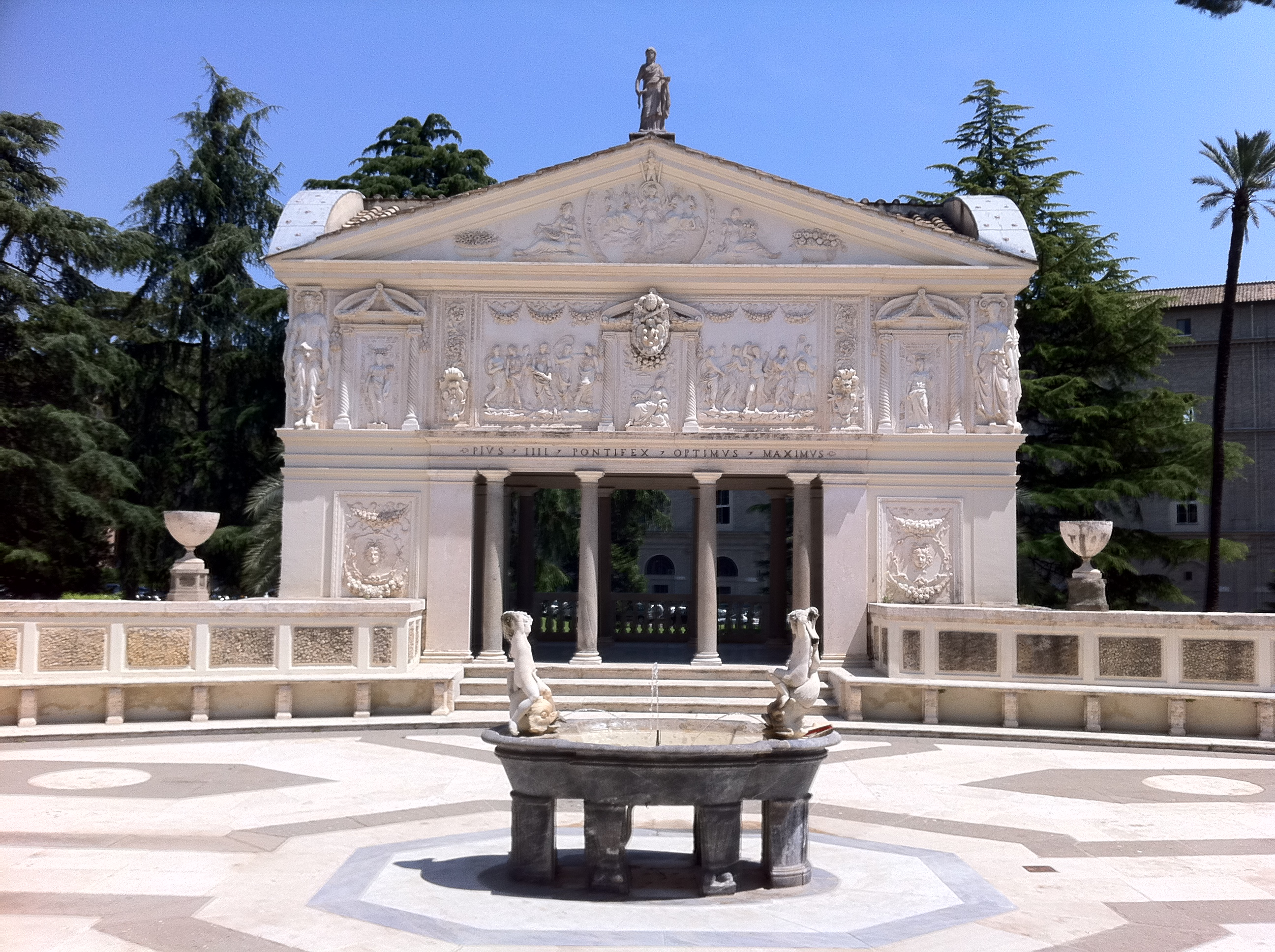
Pátio da Academia

A Pontifícia Academia de Ciências Sociais (em latim: Pontificia Academia Scientiarum Socialium, ou PASS) foi criada em 1 de janeiro de 1994 pelo Papa João Paulo II e está sediada na Casina Pio IV na Cidade do Vaticano. Funciona de maneira semelhante a outras sociedades científicas em todo o mundo, mas tem a tarefa especial de dialogar com a Igreja. Suas atividades científicas são organizadas e focadas para promover esse diálogo.

## História
A PASS é uma das dez academias pontifícias do Vaticano em Roma. Foi criada para promover o estudo das ciências sociais, principalmente economia, sociologia, direito e ciência política. Através de um diálogo apropriado, oferece à Igreja Católica Romana elementos úteis para o desenvolvimento de seu ensino social, e reflete sobre a aplicação dessa doutrina na sociedade contemporânea. A PASS, que é autônoma, mantém uma estreita relação com o Pontifício Conselho Justiça e Paz.
O economista francês Edmond Malinvaud foi o primeiro presidente da academia, de 1994 a 2000. Em abril de 2014, o Papa Francisco nomeou a socióloga britânica Margaret Archer para o cargo. Em 27 de março de 2019, ela foi substituída pelo Prof. Stefano Zamagni. 
A PASS está sediada na Casina Pio IV, no coração dos Jardins do Vaticano, junto com sua academia irmã, a Pontifícia Academia das Ciências. O chanceler de ambas as academias é o monsenhor Marcelo Sánchez Sorondo.

## Lista de Acadêmicos
Acadêmicos comuns
- Helen Alford – Presidente
- Kokunre A. Agbontaen-Eghafona
- Rocco Buttiglione
- Paolo Carozza
- Pierpaolo Donati
- Gérard-François Dumont
- Christoph Engel
- Ana Marta González
- Allen D. Hertzke
- Vittorio Hösle
- Niraja Gopal Jayal
- John Francis McEldowney
- Roland Minnerath
- Gregory M. Reichberg
- Dani Rodrik
- Marcelo Sánchez Sorondo
- Joseph E. Stiglitz
- Marcelo Suárez-Orozco
- Krzysztof Wielecki
- Paulus Mzomuhle Zulu

Acadêmicos Honorários
- Mina Magpantay Ramirez
- Louis Sabourin
- Herbert Schambeck

Ex-acadêmicos
- Margaret Archer
- Partha Dasgupta
- Luís Ernesto Derbez Bautista
- Ombretta Fumagalli Carulli
- Mary Ann Glendon
- F. Russell Hittinger
- Paul Kirchhof
- Hsin-chi Kuan
- Juan José Llach
- Pierre Manent
- Nicholas John McNally
- Janne Matlary
- Lubomír Mlčoch
- Pedro Morandé Court
- Taketoshi Nojiri
- Angelika Nussberger
- Vittorio Possenti
- José Raga
- Kevin A. Ryan
- Michel Schooyans
- Hanna Suchocka
- Wilfrido Villacorta